# Smurfentaart
Smurfentaart, ou smurfenvlaai, é uma torta doce típica da província de Limburgo, na Bélgica, também comum no Brabante Flamengo e na região da Antuérpia. Embora o nome do Smurfentaart homenageie os Smurfs, a receita não tem qualquer tipo de relação com os personagens. Uma smurfentaart é feita de massa folhada com recheio de pudim de baunilha e geleia de damasco. Após ser assado e resfriado, o bolo é coberto com uma camada de chantilly. Lascas de chocolate branco e açúcar de confeiteiro são utilizados para decorar a torta.

## História
A torta foi inventada em 1977, em uma padaria de Heusden-Zolder,  pelo padeiro Lucien Swinnen. O padeiro havia comido um bolo de damasco coberto de chantilly durante uma viagem de esqui na Suíça. Ao retornar a Bélgica, Swinnen decidiu simular a receita para vender em sua própria padaria. Ele chamou sua criação de smurfke, por conta da grande popularidade da música "'t Smurfenlied" do cantor neerlandês Pierre Kartner, também conhecido como Vader Abraham; a letra da música fala sobre os personagens principais da série de quadrinhos belga Os Smurfs. Com o passar do tempo, as torteletes foram se tornando maiores e a receita se tornou mais similar à da Limburgse vlaai, se solidificando como a Smurfentaart conhecida nos dias atuais.